# Tommy Pålsson
Tommy Pålsson, född 13 mars 1951 i Brännkyrka församling, Stockholm är en svensk pensionerad officer i Flygvapnet.

## Biografi
Pålsson blev fänrik i Flygvapnet 1971 vid Norrbottens flygflottilj (F 21). Han befordrades till löjtnant 1973, till kapten vid Krigsflygskolan (F 5) 1976, till major 1983, till överstelöjtnant 1988, till överstelöjtnant (mst) 1994 vid Flygvapnets Uppsalaskolor (F 20) och till överste 1998.
Pålsson inledde sin militära karriär som flygare vid Norrbottens flygflottilj. 1994–1996 var han chef för Flygvapnets befälsskola (FBS). 1998–2000 var han Flygvapnets chefsutvecklare vid Högkvarterets personalstab. 2000–2002 var han flottiljchef vid Upplands flygflottilj (F 16).  2001–2002 var han även chef för Flygvapnets Uppsalaskolor (F 20). 2002–2005 var han chef för Militära flygsäkerhetsinspektionen vid Försvarsmaktens säkerhetsinspektion. Pålsson avgick som överste 2005.
Pålsson är gift Birgitta, tillsammans har de två barn.